# マーニー (映画)

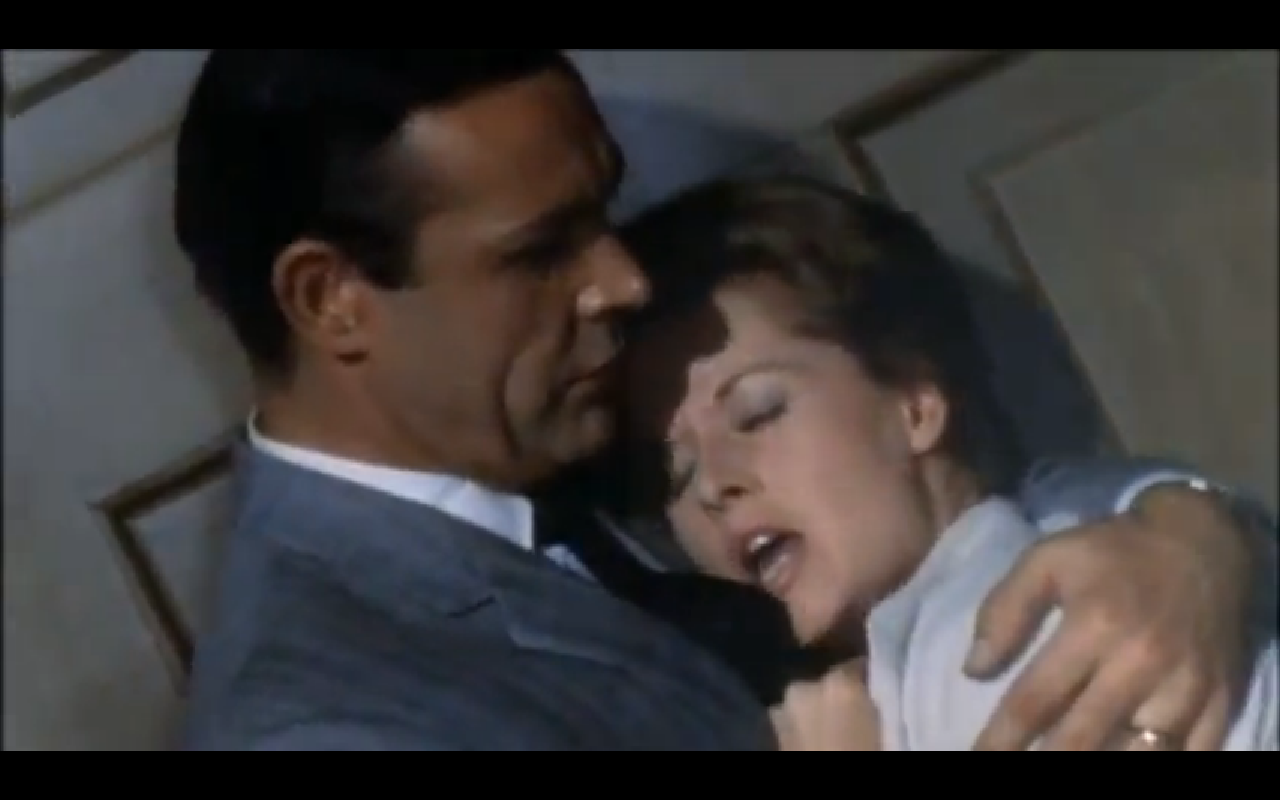
マーニーとマーク

『マーニー』（Marnie）は、 アルフレッド・ヒッチコック監督による1964年のアメリカ合衆国のサイコスリラー映画。出演はティッピ・ヘドレンとショーン・コネリーなど。幼少期のトラウマから異常な行動をとってしまう女性と、彼女を救い出そうとする男の心理的葛藤をミステリー仕立てで描いている。原作はウィンストン・グレアムの1961年の同名小説。
日本では『マーニー/赤い恐怖』のタイトルでビデオ発売されたこともあった。
ヒッチコックが作曲家バーナード・ハーマンと組んだ最後の映画である。

## ストーリー
マリオン・ホランドと名乗る女性が、税務コンサルティング会社の社長シドニー・ストラット（マーティン・ガベル）の元に、推薦状なしで就職し、数ヵ月後、会社の金庫から1万ドル近くを盗んで逃走する。マリオンは本名マーガレット（マーニー）・エドガーであり（ティッピ・ヘドレン）、髪の色や身分を変えてバージニア州に渡り、フォリオという名の馬の厩舎に住み着く。そして、ボルチモアで経済的に援助している病身の母バーニス（ルイーズ・レイサム）を訪ねる。
フィラデルフィアに出版社を持つ裕福な男やもめ、マーク・ラットランド（ショーン・コネリー）は、仕事でストラットと会う。彼は盗難事件のことを知り、以前訪れたときのマーニーを思い出す。数ヵ月後、メアリー・テイラーという偽名のマーニーは、偶然にもマークの会社に応募し、彼に認められ採用される。マークと一緒に週末の残業をしていたマーニーは、雷雨の中、パニック発作を起こす。マークは彼女を慰め、キスをする。二人は社交的に付き合い始める。マーニーは悪い夢に悩まされており、赤い色は極端な感情的反応を引き起こすことがあることがわかる。
やがてマーニーはマークの会社から金を盗み、再び逃亡する。マークは彼女を追って、フォリオを飼っている馬小屋にたどり着く。彼は彼女を脅迫して自分と結婚させるが、マークの元義姉でマークに恋するリル（ダイアン・ベイカー）はこれを悔やむ。リルはマークがマーニーと結婚して以来、かなりの金額を費やしていることを知り、疑念を抱く。新婚旅行の船上で、マーニーはマークと寝るのを拒み、マークは最初彼女の意思を尊重していたが、ついには彼女をレイプしてしまう。翌朝、彼女は船内のプールで溺れようとするが、マークに助けられる。
リルはマーニーの母親がまだ生きていて、ボルチモアに住んでいることを知ってマークに密告する。マークは私立探偵を雇い、調査を依頼する。一方、リルはマークがマーニーに「ストラットに返済した」と話しているのを聞いて、いたずら心でストラット夫妻をラトランド邸のパーティに招待する。ストラットはマーニーに気づくが、マークは何も言わないように説得する。その後、マーニーが追加の強盗を認めると、マークは被害者に弁償して告訴を取り下げさせるよう働きかける。
マークはマーニーのご機嫌を取って、フォリオを自分たちの屋敷に連れてくる。キツネ狩りの最中、フォリオに乗るマーニーは逃げ出す。奔放に駆け回ったフォリオはジャンプに失敗して脚を骨折し、地面に横たわって痛みに悲鳴を上げる。マーニーは必死で近くの家に駆け込み、銃を手に入れ、馬を撃って安楽死させる。悲しみに打ちひしがれたマーニーは銃を持ったまま家に帰り、そこでマークのオフィスの鍵を見つける。そして、事務所に行き金庫を開けるが、金に手を付けることができず、そこにマークが駆けつける。
マークはマーニーをボルチモアに連れて行き、母バーニスと引き合わせ、マーニーの過去について真実を引き出そうとする。雷雨の中、二人は到着する。バーニスが娼婦だったことが明らかになると、マーニーは長い間抑圧されていた記憶がよみがえる。幼い頃、バーニスの客の一人（ブルース・ダーン）は、雷雨の中で怯えるマーニーをなだめようとしたが、彼がマーニーに触れるのを見て、バーニスは彼が痴漢をしようとしていると思い、彼に襲いかかる。男にかわされた彼女は転んで脚を負傷する。怯えたマーニーは母を守ろうと、暖炉の火かき棒で男の頭を殴り、それが致命傷となって男は死亡したのだった。バーニスは警察に、自分が男を殺したと自供し、マーニーがその出来事を忘れてくれるように祈ったのだった。彼女は未婚の若い頃に妊娠したことがあり、ずっとマーニーを愛していたと言う。自分の行動の背景を知ったマーニーは、マークに助けを求め、彼は彼女を助けると約束する。二人は強く抱き合いながら彼女の生家を去っていく。

### ヒッチコックの登場シーン
序盤で、金を奪って逃走中のマーニーがホテルに投宿して部屋に向かうシーンに登場し、カメラの方を見る。

## キャスト
| 役名                                          | 俳優                   | 日本語吹替                                 | 日本語吹替                                                                                |
| 役名                                          | 俳優                   | NETテレビ版                                | ソフト版                                                                                  |
| --------------------------------------------- | ---------------------- | ------------------------------------------ | ----------------------------------------------------------------------------------------- |
| マーニー・エドガー （盗癖のある美女）         | ティッピー・ヘドレン   | 二階堂有希子                               | 魏涼子                                                                                    |
| マーク・ラトランド （ラトランド社の若社長）   | ショーン・コネリー     | 若山弦蔵                                   | てらそままさき                                                                            |
| シドニー・ストラット （会計事務所社長）       | マーティン・ガベル     | 勝田久                                     | 水野龍司                                                                                  |
| リル・マインウェアリング （マークの亡妻の妹） | ダイアン・ベイカー     | 池田昌子                                   | 斉藤恵理                                                                                  |
| バーニス・エドガー （マーニーの母）           | ルイーズ・ラサム       | 麻生美代子                                 | 竹口安芸子                                                                                |
| ラトランド・エドガー                          | アラン・ネイピア       | 高橋正義                                   |                                                                                           |
| ボブ                                          | ボブ・スウィーニー     | 緑川稔                                     |                                                                                           |
| 刑事                                          | ヘンリー・ベックマン   | 北村弘一                                   |                                                                                           |
| スーザン・クラボン                            | マリエット・ハートレイ | 森ひろ子                                   |                                                                                           |
| 船乗り ※回想シーンのみ                        | ブルース・ダーン       | 納谷六朗                                   | 鈴木佑治                                                                                  |
| サム・ウォード                                | S・ジョン・ロウナー    | 吉沢久嘉                                   |                                                                                           |
| ジェシカ・コットン                            | キンバリー・ベック     | 増山江威子                                 |                                                                                           |
| ストラット夫人                                | ルイーズ・ロリマー     | 中村紀子子                                 |                                                                                           |
| アーティ                                      |                        | 城山知馨夫                                 |                                                                                           |
| 不明 その他                                   |                        | 細井重之 高村章子 渡辺典子                 | 小山武宏 岩崎ひろし 後藤哲夫 藤貴子 高下三佳 宮沢きよこ 山岸治雄 坂井恭子 土門敬子 里郁美 |
| 日本語吹替版スタッフ                          |                        |                                            |                                                                                           |
| 演出                                          | 演出                   | 山田悦司                                   |                                                                                           |
| 翻訳                                          | 翻訳                   | 進藤光太                                   |                                                                                           |
| 効果                                          | 効果                   | 赤塚不二夫                                 |                                                                                           |
| 調整                                          | 調整                   | 坂巻四郎                                   |                                                                                           |
| 制作                                          | 制作                   | グロービジョン                             | 東北新社                                                                                  |
| 解説                                          | 解説                   | 淀川長治                                   |                                                                                           |
| 初回放送                                      | 初回放送               | 1969年4月13日 『日曜洋画劇場』 21:00-23:00 | 2012年11月2日 販売のBDに収録                                                              |

※ショーン・コネリーのフィックス声優として知られる若山弦蔵が初めてコネリーを吹き替えた映画である。

## 製作

### 企画
アルフレッド・ヒッチコックは、1961年にウィンストン・グレアムの小説『マーニー』の映画化の構想を練り始めた。彼は、そのころ発表した『サイコ』の脚本家であるジョセフ・ステファノに脚本執筆を依頼した。ステファノは膨大なメモを取り、161ページに及ぶ企画書を書き上げた。監督が主人公にと最初に指名したのは、当時既にモナコ公国の公妃であったグレース・ケリーだったが、モナコ市民が彼女の映画出演、特に性的に乱れた泥棒役での出演に反対したため、この企画を辞退した。また、1956年に大公レーニエ3世と結婚したとき、ケリーはMGMとの契約を履行していなかったので、他のスタジオで仕事をすることができなくなる可能性があった。グレース・ケリーの辞退の結果、ヒッチコックはこの作品を脇に置いて『鳥』（1963年）の制作に取り掛かった。
『鳥』を完成させたヒッチコックは、ウィンストン・グレアム小説の映画化に復帰した。ステファノはABCのテレビシリーズ『アウター・リミッツ』に出演するため、この企画から外れた。『鳥』の脚本を書いたエヴァン・ハンターは、『マーニー』をヒッチコックと共同企画し、何度か草稿を書いた。ハンターは原作にあるレイプシーンに不満を持っていた。観客が主人公の男性に同情しなくなると思ったからだ。しかし、監督はこのシーンにこだわり、どのように撮影するかハンターに説明した。
ヒッチコックは、監督が撮影のフレーミングをするときにするように、両手を挙げました。手のひらを広げ、指をそろえ、親指を伸ばして触れ、完璧な四角形を形成します。その手を私の顔のほうに動かしながら、まるでカメラが近づいてくるように、「エヴァン、彼が彼女に挿入するとき、そのカメラを彼女の顔に向けろ」と言ったのです。
ハンターはレイプシーンを含む草稿を書いたが、さらに代わりのシークエンスも書き、それを代わりに使うようヒッチコックに懇願している。1963年5月1日、ハンターはこのプロジェクトから解雇された。後任のジェイ・プレソン・アレンは、後にハンターに「あなたが悩んだシーンは、彼が映画を作る理由となったシーンなのよ。だからあなたはニューヨークへの帰りの切符を書いたのね。」と語った。ハンターがステファノの『マーニー』以前の仕事を知らなかったように、プレソン・アレンも、自分が3人目の脚本家であることを知らされていなかった。

## 作品の評価
Rotten Tomatoesによれば、批評家の一致した見解は「過度に不可解である登場人物を中心に展開する冷ややかに構成されたミステリ『マーニー』は、ヒッチコックが観客をより深い闇へと誘っていることがわかる。」であり、40件の評論のうち高評価は83%にあたる33件で、平均点は10点満点中7.30点となっている。